# Platygonia infulata
Platygonia infulata är en insektsart som beskrevs av Young 1977. Platygonia infulata ingår i släktet Platygonia och familjen dvärgstritar. Inga underarter finns listade i Catalogue of Life.